# Ivan Butković (hrvatski iseljenički djelatnik)
Ivan (Ivo) Butković (? − ?), hrvatski iseljenički djelatnik.

## Životopis
U Zagrebu je proveo djetinjstvo i stekao školsku naobrazbu. S dvoje braće otišao je 1960. godine iz Hrvatske u Australiju. Supruga Slavica došla je za njim u Australiju 1963. godine. U Australiji se Ivan Butković istakao djelatnošću među hrvatskim iseljeništvom. Od prvih se je dana društveno-politički angažirao u zajednici australskih Hrvata, promicao je hrvatstvo, odgajao mladež u hrvatskom duhu, u čemu je imao aktivnu pomoć supruge Slavice.
U 29 je godina najviše djelovao na području novinarstva. Supokretač je nekoliko hrvatskih iseljeničkih časopisa. Uređivao je hrvatske tjedne novine Hrvatski vjesnik od 1983. do 1991. godine.
Predsjedavao je Hrvatskim klubom u Sydneyu 1972. godine. Godine 1989. bio je sabornik Hrvatskog narodnog vijeća. 
Nakon osamostaljenja Hrvatske, Butković se sa suprugom i sinom vratio u Hrvatsku. Nastanio se je u Zagrebu.

## Nagrade i priznanja
Hrvatska matica iseljenika ga je predložila za odlikovanje za osobit doprinos razvitku i ugledu Republike Hrvatske i dobrobit njezinih građana.
- 1996. godine odlikovan je Redom Hrvatskog pletera.[2]

## Zanimljivosti
Butkovićev sin Jasen osnovao je u Hrvatskoj Hrvatski kriket klub. Bio je predsjednik Hrvatskog kriket saveza u dva mandata, od 2004. do 2008. i 2008. do 2009. godine, a danas je u izvršnom odboru Hrvatskog kriket saveza.